# フアン・クルーシエ
フアン・クルーシエ（Juan Croucier、1959年8月22日-）はキューバ生まれのアメリカのミュージシャン。ハードロックバンド、ラットのベーシストとして知られる。

## 経歴
カリフォルニア州トーランスのトーランス高校に通い、さまざまなバンドで演奏した。バンドではオリジナル曲を演奏するようになり、16歳の時にスパイクというバンドに加入した。 1977年、ギターのロン・エイブラムス、ドラムのボビー・ブロッツァーと共にファイアーフォックスというバンドを結成した。1980年代にはラット、クワイエット・ライオット、ダブロウ(ケヴィン・ダブロウがクワイエット・ライオット解散後に結成したバンド)に在籍した。ダブロウを脱退する前に、フランキー・バネリをダブロウに紹介した。バネリは後に再結成したクワイエット・ライオットに加入する。
クルーシエは後にドッケンに加入、約4年間在籍し、バンドと共にドイツ・ツアーを数回行った。ドッケンを脱退するまでの約1年半、ラットのメンバーとしても活動した。ドッケンのアルバム『ブレイキング・ザ・チェインズ』では2曲を共作した。後任のジェフ・ピルソンは、同アルバムのタイトル曲のビデオに出演している。
ラットでは、「Lack of Communication」や「You're in Love」など、バンドの大ヒット曲の多くを作曲した。彼のバック・ヴォーカルはラットのトレードマークとなった。
その後、ロサンゼルスでザ・セラーというレコーディング・スタジオを経営し、さまざまなバンドやソロ・アーティストのレコーディング、プロデュース、エンジニアリングを手がけた。
1997年に、同名のソロ・アルバムを基にしたプロジェクトとして、新しいバンド、リキッド・サンデーを結成した。このアルバムでボーカルを担当し、ベースとギターも弾いている。弟のリックもドラムで参加している。バンドは2006年夏にライヴを行った。その後、カルロス・カヴァーゾ、ジョン・メディナらと新バンド「ダーティ・ラッツ」を結成した。
2012年5月12日、ラットの再結成に参加。1991年以来のM3ロック・フェスティバルで演奏した。

## ディスコグラフィー

### ドッケン
- Back in the Streets (1979)
- Breaking the Chains (1981)
- The Lost Songs: 1978–1981 (2020)

### ラット
- Ratt (1983)
- Out of the Cellar (1984)
- Invasion of Your Privacy (1985)
- Dancing Undercover (1986)
- Reach for the Sky (1988)
- Detonator (1990)

### ソロ
- Liquid Sunday (2001)